# Парламентские выборы в Мавритании (2006)
Парламентские и муниципальные выборы в Мавритании проходили 19 ноября (1-й тур) и 3 декабря (2-й тур) 2006 года. На выборах были избраны 95 депутатов Национального собрания и члены около 200 местных советов.

## Контекст
В парламентских выборах 2006 года участвовало 28 политических партий. Исламистские партии были запрещены, но многие исламисты выдвигались в качестве независимых кандидатов.
Многие из около 600 беспартийных кандидатов, представленных на выборах, сформировали Национальное движение независимых. Многие члены движения ранее состояли в Демократической и социал-республиканской партии, которая была правящей при президенте Маауйя ульд Сиди Ахмед Тайя.

## Результаты
Результаты парламентских выборов 2006 года
|                                                                                                 | Аль-Митхак (умеренные беспартийные исламисты)                                                                                    | Аль-Митхак (умеренные беспартийные исламисты)                                                                                    | 10 | 31 | 41 |
|                                                                                                 | RFD-UFP | Движение демократических сил (Regroupement des Forces Démocratiques)                                                             | 12 | 3  | 15 |
| Союз прогрессивных сил (Union des Forces du Progrès)                                            | RFD-UFP | 3 | 5  | 8  |    |
| RFD-UFP                                                                                         | RFD-UFP | 0 | 2  | 2  |    |
|                                                                                                 | Республиканская партия демократии и обновления (Parti Républicain Démocratique et Renouvellement)                                | Республиканская партия демократии и обновления (Parti Républicain Démocratique et Renouvellement)                                | 4  | 3  | 7  |
|                                                                                                 | APP-HATEM | Народный прогрессивный альянс (Alliance populaire progressiste)                                                                  | 4  | 1  | 5  |
| Мавританская партия объединения и перемен (Parti mauritanien de l’union et du changement-HATEM) | APP-HATEM | 2 | 0  | 2  |    |
| APP-HATEM                                                                                       | APP-HATEM | 0 | 2  | 2  |    |
|                                                                                                 | Движение за демократию и единение (Rassemblement pour la Démocratie et l’Unité)                                                  | Движение за демократию и единение (Rassemblement pour la Démocratie et l’Unité)                                                  | 2  | 1  | 3  |
|                                                                                                 | Союз за демократию и прогресс (Union pour la Démocratie et le Progrès)                                                           | Союз за демократию и прогресс (Union pour la Démocratie et le Progrès)                                                           | 1  | 2  | 3  |
|                                                                                                 | Демократическое обновление (Rénovation Démocratique)                                                                             | Демократическое обновление (Rénovation Démocratique)                                                                             | 2  | 0  | 2  |
|                                                                                                 | Народный фронт (Front populaire)                                                                                                 | Народный фронт (Front populaire)                                                                                                 | 1  | 0  | 1  |
|                                                                                                 | Юнионистская партия демократии и социализма (Parti unioniste démocratique et socialiste)                                         | Юнионистская партия демократии и социализма (Parti unioniste démocratique et socialiste)                                         | 1  | 0  | 1  |
|                                                                                                 | Национальное объединение за демократию, свободу и равенство (Rassemblement national pour la liberté, la démocratie et l'égalité) | Национальное объединение за демократию, свободу и равенство (Rassemblement national pour la liberté, la démocratie et l'égalité) | 1  | 0  | 1  |
|                                                                                                 | Союз демократического центра (Union du centre démocratique)                                                                      | Союз демократического центра (Union du centre démocratique)                                                                      | 0  | 1  | 1  |
|                                                                                                 | Альтернатива (Alternative) | Альтернатива (Alternative) | 0  | 1  | 1  |
| Всего                                                                                           | Всего | Всего | 43 | 52 | 95 |
| Источник: IPU Архивная копия от 4 марта 2016 на Wayback Machine                                 | | |    |    |    |